# Никифоров-Бурлюк, Николай Алексеевич
Никола́й Алексе́евич Ники́форов-Бурлю́к (настоящая фамилия Никифоров; 16 февраля 1914 — 25 февраля 2003) — советский и российский коллекционер, краевед.

## Биография
По неподтверждённым сведениям, отцом Никифорова был крупный жандармский чин.
Никифоров коллекционировал «всё». В числе многого другого в его коллекции было собрание компасов.
Современники Никифорова свидетельствовали о его редком коммуникативном даре — он легко находил общий язык со многими знаменитыми людьми. Был дружен с художником Георгием Карловым и поэтом Николаем Глазковым, ценил своё общение с футуристами Василием Каменским и Алексеем Кручёных.
Сергей Бирюков писал о Никифорове:
Человек этот во всех отношениях потрясающий, обладавщий невероятной энергией <...> Без Никифорова город [Тамбов] бы обеднел. Его длинная, поджарая, хармсовская прямо, фигура пересекает город вдоль и поперек. Он знает каждый закоулок, всех старожилов. Страстный коллекционер, собирающий всё подряд, но отдающий предпочтение искусству. Невероятно везучий в собирательстве. Выдающийся рассказчик. Устные рассказы Никифорова записали его приятели, и он выпустил пару тонких книжек в 60-е годы. В рассказах правда была неотличима от выдумки. Так он демонстрировал во время лекций, которыми зарабатывал на жизнь, то «перстень Шаляпина», доставшийся ему каким-то чудесным образом, то найденный в Тамбове нож для разрезания книг, сделанный из того же металла, что знаменитая Индийская колонна. Он всерьёз утверждал, что настоящей и единственной любовью Маяковского была Евгения Ланг и в доказательствo этого показывал мне фарфоровую чашку, которую поэт подарил девушке, а потом Ланг якобы подарила её Никифорову.
Заметки в газетах за Никифорова писали знакомые журналисты, и благодаря им он стал членом Союза журналистов СССР. Никифоров, по свидетельству Сергея Бирюкова, фактически занимался журналистским менеджментом и газетными провокациями, рассказывая журналистам невероятные истории, которые те затем пересказывали в газетах.
Никифоров занимался пропагандой малой графики и экслибриса; благодаря ему в Тамбове появилось движение малографистов. Редактор местной молодёжной газеты писатель Георгий Ремизов публиковал эту графику в своей газете.

### «Сын» Давида Бурлюка

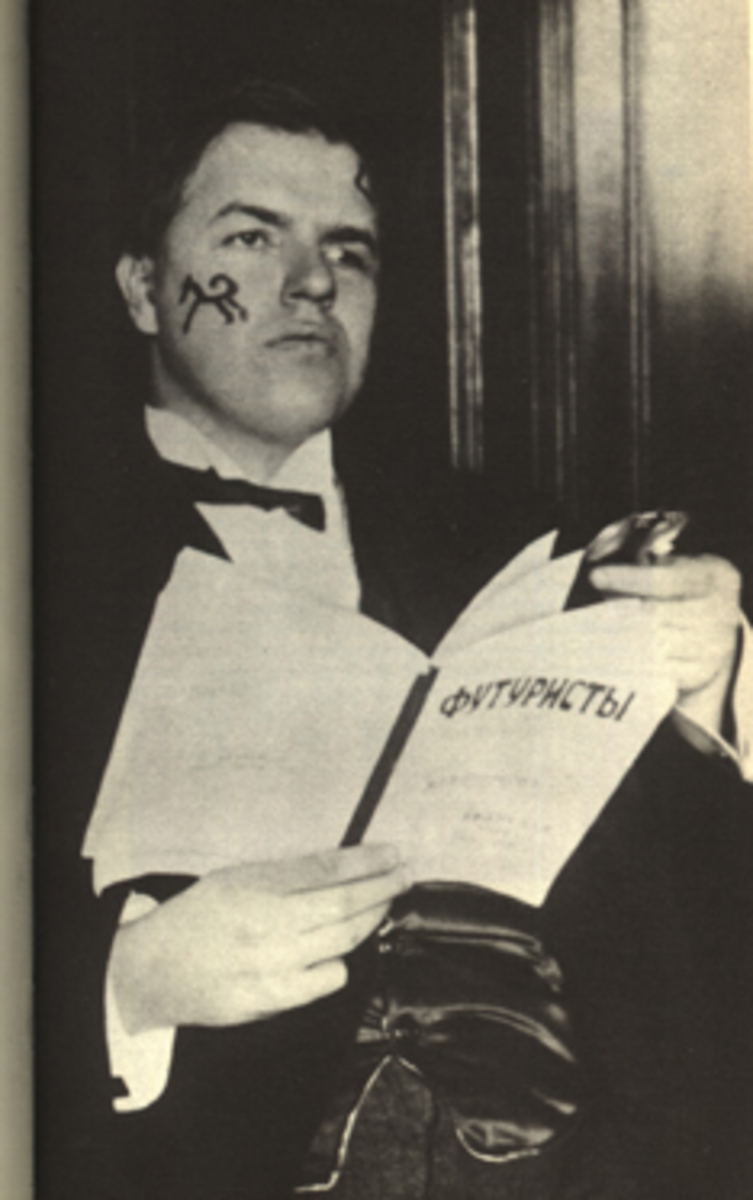
Давид Бурлюк

В конце 1956 года Никифоров написал первое письмо «отцу русского футуризма» Давиду Бурлюку, в 1920 году эмигрировавшему из России. Бурлюк был не только участником русского авангарда, но и его собирателем. В детстве Давид Бурлюк, сын управляющего в имении князей Оболенских, учился в тамбовской гимназии, и в тамбовчанине Никифорове он увидел родственную душу и земляка. По возрасту Бурлюк годился Никифорову в отцы и в переписке нередко называл его «сын Коля». В конце 1950-х годов, после почти сорокалетнего отсутствия на родине, Бурлюк вместе с женой Марусей приехал в Москву. Посетить Тамбов ему не разрешили, и Никифоров приехал к нему на встречу в Москву, став обладателем множества рисунков и нескольких живописных работ Бурлюка и полного комплекта номеров издававшегося Бурлюком журнала «Цвет и рифма». Второй раз Бурлюк приехал в Москву незадолго до смерти и почти получил разрешение посетить Тамбов, но власти СССР во избежание встречи Бурлюка и Никифорова отправили последнего по туристической путёвке в Индию.
Незадолго до своей смерти Никифоров передал часть своей коллекции в частный музей Сергея Денисова, к которому после смерти Никифорова попал и фонд Бурлюка. В 2011 году Денисов за свой счёт издал 726-страничное собрание писем Давида Бурлюка. Сам Никифоров мечтал о создании в Тамбове музея Давида Бурлюка на материалах своей коллекции, но его желание не было осуществлено.
Сергей Бирюков вспоминал о Никифорове в связи с Бурлюком:
И действительно подлинная история — это дружба с Давидом Бурлюком, с которым его познакомил, вероятно, Кручёных. И Николай Алексеевич настолько понравился Бурлюку, что тот тут же решил его усыновить! Бурлюк слал в Тамбов оригиналы своих работ, журналы, связал Никифорова с художником Рокуэлом Кентом, который тоже стал ему посылать свою графику. Никифоров стимулировал работу Бурлюка-портретиста, он посылал ему карточки своих возлюбленных, а Бурлюк в ответ — портреты маслом. Бурлючью коллекцию Никифорова я видел собственными глазами, он, зная мой интерес к футуристам, — допустил! Бурлюка он именовал папой. Позднее заказал визитку с надписью «Никифоров-Бурлюк».

## Награды и премии
- Международная отметина имени отца русского футуризма Давида Бурлюка[4]